# Aghilès Benchaâbane
Aghilès Benchaâbane (sinh ngày 13 tháng 9 năm 1989) là một cầu thủ bóng đá người Algérie. Hiện tại anh thi đấu cho USM Annaba ở Giải bóng đá hạng nhất quốc gia Algérie.

## Sự nghiệp quốc tế
Năm 2008, Benchaâbane được triệu tập vào đội tuyển U-20 quốc gia Algérie thi đấu vòng loại Giải vô địch bóng đá trẻ châu Phi 2009 trước Mauritanie. Anh vào sân từ ghế dự bị ở phút 63 và trận đấu kết thúc với tỉ số 0-0.